# Зазидани
Зазидани је играни филм Војислава Кокана Ракоњца из 1969. године. Ово је његов посљедњи филм који је снимио прије смрти. Сценарио за филм је написан према мотивима романа Бранимира Шћепановића Осуђеници.
Зазидани су наставак Ракоњчевог претходног филма Пре истине. У филму Пре истине сплет животних околности поново спаја Страхињу Петровића (Љуба Тадић) и Младена Стојановића (Бранко Плеша), између којих се развија пријатељство које због прељубе завршава убиством. Тема филма су међуљудски односи. Зазидани користе инсерте из филма Пре истине који симболишу сјећања Страхиње Петровића на дружење и дане слободе који су приказани у претходном филму. У појединим дијеловима филма глумац Бранко Плеша симболично позајмљује свој глас Бати Стојковићу.

## Радња
Адвокат Страхиња Петровић након убиства пријатеља Младена Стојановића долази у затвор.

## Улоге
| Глумац                | Улога                        |
| --------------------- | ---------------------------- |
| Главне улоге          |                              |
| Љуба Тадић            | затвореник Страхиња Петровић |
| Данило Бата Стојковић | затворски чувар Гаврило      |
| Остале улоге          |                              |
| Сава Дамјановић       | Управник затвора             |
| Растко Тадић          |                              |
| Александар Шајбер     |                              |
| Бранко Плеша          | глас                         |